# 10 Lacertae
10 Lacertae, som är stjärnans Flamsteed-beteckning, är en dubbelstjärna belägen i den södra delen av stjärnbilden Ödlan. Den har en skenbar magnitud på ca 4,88 och är svagt synlig för blotta ögat där ljusföroreningar ej förekommer. Baserat på parallaxmätning inom Hipparcosuppdraget på ca 1,9 mas, beräknas den befinna sig på ett avstånd på ca 2 300 ljusår (ca 715 parsek) från solen. Den rör sig närmare solen med en heliocentrisk radialhastighet av ca -10 km/s och ingår i den lilla stjärnföreningen Lacerta OB1.

## Egenskaper
Primärstjärnan 10 Lacertae A är en blå stjärna i huvudserien av spektralklass O9 V. Den har en massa som är ca 27 solmassor, en radie som är ca 8 solradier och utsänder ca 102 000 gånger mera energi än solen från dess fotosfär vid en effektiv temperatur av ca 36 000 K.
10 Lacertae är en Beta Cephei-variabel (BCEP), som har bolometrisk magnitud +4,86 och varierar i amplitud med 0,03 magnituder utan någon fastställd periodicitet. Den har en följeslagare av 8:e magnituden separerad med ungefär en bågminut.
10 Lacertae var, tillsammans med S Monocerotis, en av de första stjärnorna av spektraltyp O som definierades som en ankarpunkt för MKK-spektralklassificeringen och har sedan början av 1900-talet fungerat som en sådan referens. Specifikt är stjärnan representativ för O9V-stjärnor, vilket betyder relativt svala O-typstjärnor i huvudserien.